# 길갈
길갈(히브리어: גִּלְגָּל Gilgāl)은 갈갈라(Galgala, 그리스어: Γαλαγα 또는 Γαλγαλατοκαι ΔΩδεκαλιθΩν, Dōdekalithōn)로도 알려져 있으며, 히브리어 성경에 나오는 하나 이상의 장소 이름이다. 길갈은 특히 여호수아서에서 이스라엘 백성들이 요단강을 건너 진을 친 곳으로 39번이나 언급된다(수 4:19 – 5:12). 히브리어 길갈(Gilgal)은 아마도 "돌들로 이루어진 원(circle)"을 의미한다. 이 이름은 마다바 지도의 코이네 그리스어로 나타난다.

## 성경에 나오는 길갈이라는 곳

### 여호수아기 4~5장에서
여호수아 4장 19절에 따르면, 길갈은 이스라엘 사람들이 요단강을 건너자마자 진을 쳤던 “여리고 동쪽 경계”에 있는 곳이다. 그곳에 그들은 강을 건널 때 기적적으로 강이 멈춘 것을 기념하기 위해 12개의 돌을 세웠다. 그리고 여호수아는 출애굽 당시에 태어난 이스라엘 사람들에게 이 곳에서 할례를 행하라고 명령했다. 성경은 이곳을 기밧 하아랄롯(Givat Ha'aralot)이라고 부르며, 이어서 여호수아가 그 곳을 길갈이라고 불렀다고 말한다. 왜냐하면 그의 말에 따르면 "오늘 내가 이집트의 수치를 너희에게서 제거(갈로티)"했기 때문이다.
일부 학자들은 12개의 돌로 이루어진 원이 아모스 4:4, 5:5, 호세아 4:15에서 정죄된 (이름이 밝혀지지 않은) 종교적 성소였다고 추측한다.

### 여호수아기 내의 다른 곳
길갈의 고임 왕은 여호수아에게 패배한 31명의 왕 중 하나로 기록되어 있다.
"길갈"은 마알레 아두밈 근처 유다 지파와 베냐민 지파 사이의 경계에 있는 장소로 언급된다.

### 신명기에서
신명기 11장 29~30절에 보면 길갈은 그리심 산과 에발 산 건너편에 있는 곳이다.

### 사무엘서에서
길갈이라는 곳은 사무엘의 연간 순회에 포함된 곳으로 사울이 왕으로 기름부음을 받은 후 제사를 드리고 백성과 함께 사울의 왕권을 갱신한 곳이다.
사무엘상 15장에 보면, 길갈은 사울이 하나님께 순종하지 않고 아말렉 사람들을 진멸하자 사무엘이 아각 왕을 쳐부수는 곳이다.
다윗 왕이 그의 아들 압살롬이 죽은 후 예루살렘으로 돌아오자(삼하 19장), 다윗은 길갈로 여행했다. 거기서 그는 유다 지파와 베냐민 지파의 호위를 받아 예루살렘으로 갔다.
이번에도 이것은 또 다른 "둥근 돌"(또는 엘리야와 엘리사와 관련하여 언급된 것과 동일한 것)일 가능성이 있다. 베델은 길갈과 함께 순회하고 있으며 다른 추정 위치에서는 길갈이 훨씬 더 멀리 떨어져 있음을 보여준다. 다른 두 장소보다), 성경 본문에서 그곳을 이교의 장소가 아닌 성지로 취급하고 있다는 점은 의미가 크다.

### 열왕기서에서
열왕기에는 '길갈'이 선지자 무리의 본거지로 언급되어 있다. 본문에는 엘리야와 엘리사가 길갈에서 벧엘로 왔다가 여리고와 요단강으로 왔다고 나와 있는데, 이는 그 곳이 벧엘 근처에 있었고 여리고 근처 여호수아의 길갈에서 멀리 떨어져 있었음을 시사한다.
길갈은 '둥근 돌'이라는 뜻이므로 길갈이라는 이름의 장소가 한 군데 이상 있었을 가능성이 매우 높으며, 의견이 분분하지만 일반적으로 길갈과 관련된 장소와는 다른 장소라고 여겨진다. 조슈아; 이곳은 베델에서 북쪽으로 약 11킬로미터(6.8마일) 떨어진 Jaljulia 마을에 있는 것으로 확인되었다. 열왕기서가 이곳을 신성한 장소로 취급한다는 점은 의미가 있으며, 이는 문제의 구절의 원문이 기록될 당시 돌 동그라미가 종교 개혁에 의해 이교도로 정죄되기보다는 여전히 긍정적인 종교적 가치를 갖고 있었음을 시사한다. 또 다른 의견은 여호수아서가 역대기처럼 벧엘 근처에 있다는 점에서 여호수아서와 다르지 않다는 것이다.

### 호세아에서
길갈은 이스라엘 백성을 향한 하나님의 책망에서 언급된다: "여호와께서 이르시되 그들의 모든 악은 길갈에서 시작되었으니 내가 거기서 그들을 미워하기 시작하였느니라. 그들의 악행을 인하여 내가 그들을 내 땅에서 쫓아내리니 다시는 그들을 사랑하지 아니하리라." 그들의 지도자들은 모두 반역자들이기 때문이다.'”(호세아 9:15)